# Chevrolet SS
Cet article concerne l'auto produite de 2013 à 2017. Pour le concept car de 2003, voir Chevrolet SS (concept car).

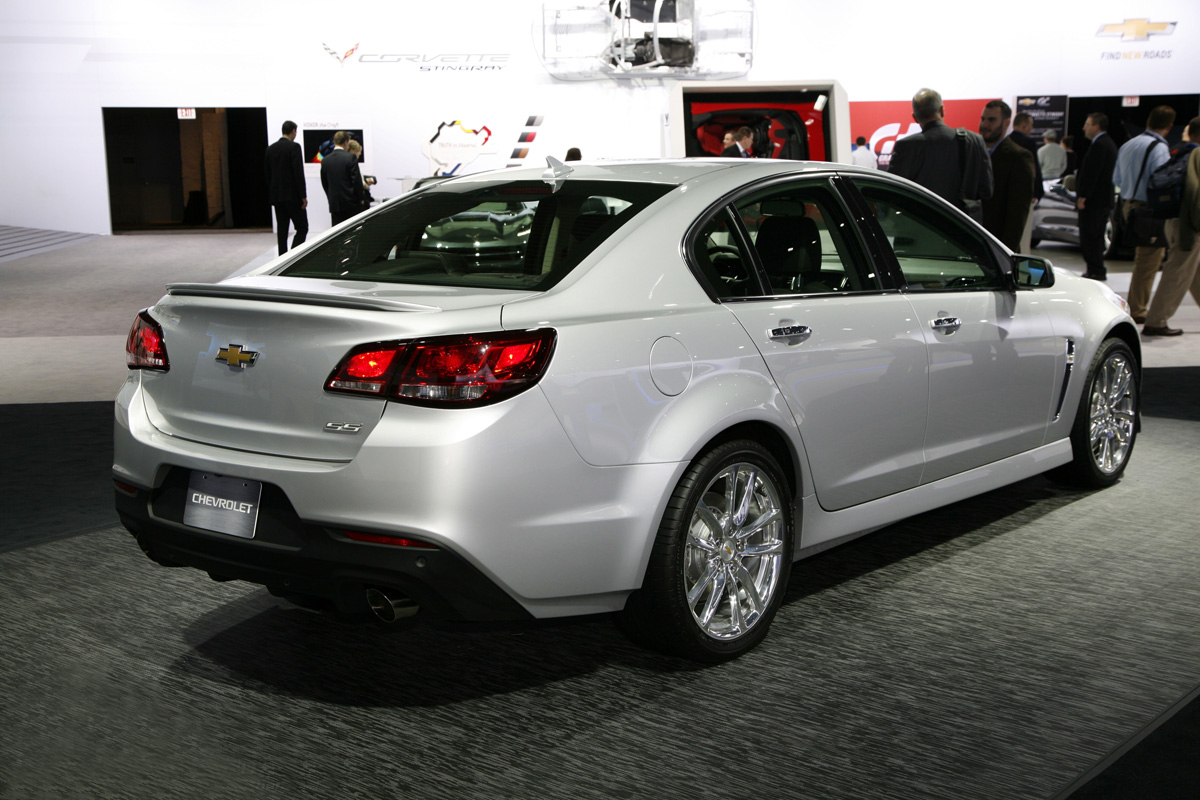
Chevrolet SS

La Chevrolet SS est une automobile produite par Chevrolet de 2013 à 2017. La marque américaine devrait l'avoir créée pour remplacer la sportive Pontiac G8, une Holden importée d'Australie, et dont elle a renouvelé l'expérience selon la même formule. Il s'agit d'une Holden Commodore rebadgée.

## Caractéristiques techniques

### Motorisations
Une nouvelle transmission manuelle à six vitesses et une transmission automatique à huit rapports ont été ajoutées pour 2015. La SS atteint 100 km/h en 5,2 secondes, 200 km/h en 16,7 secondes, et 300 km/h en 39,3 secondes; elle couvre également le quart de mile en 12,9 secondes, atteignant 110,8 mph (ou 179,3 km/h).

## Dénomination
SS (Super Sport) est une ancienne appellation utilisée par Chevrolet à partir de 1961, en tant qu'option de plusieurs de ses modèles, puis graduellement abandonnée. Chevrolet ressortit ce nom en 2013 pour sa nouvelle familiale.